# Vyza malá
Vyza malá (Huso dauricus; rusky калуга, kaluga) je velká dravá jeseterovitá ryba vyskytující se v povodí řeky Amur ve Východní Asii.
Společně s vyzou velkou patří mezi největší sladkovodní ryby na světě, s maximální velikostí kolem 1 000 kg a 5,6 m se může dožít i více než 55 let. Vyza malá je ale jistě jednou z největších z rodiny jeseterovitých. Stejně jako poněkud větší vyza velká tráví část svého života ve slané vodě. Mají šedozelené až černé hřbety se žlutavě zeleno-bílým podbřiškem. Kaluga byla drancována téměř k vyhubení pro její cenné jikry (kaviár). Navzdory neustálým hlídkám proti pytláctví, pytláci stále ryby loví. Lov vyzy kdekoli v řece Amur je trestným činem, za který lze uložit vysoký trest. Je však známo, že vyzy mají agresivní charakter, a byly o nich hlášeny případy převracení rybářských lodí a utopení rybářů, ačkoli neexistuje žádný konkrétní důkaz o tom, že by napadly nebo lovily lidi. V oblastním muzeu v Chabarovsku je vypreparovaná ryba, která byla chycena v roce 1996, vážila 250 kilogramů v délce 350 cm.

## Výskyt
Vyza malá je semi-anadromní druh ryby, část svého života tráví ve slané vodě ale většinu z jejího života ve sladké vodě. Kaluga je jeden ze čtyř druhů jeseterů vyskytující se v řece Amur. Řeka Amur je jednou z největších řek ve východní Asii a leží mezi hranicemi Číny a Ruska. V této řece existují dva typy Kalugy. Jedna skupina jeseterů se tře v hlavním toku řeky, zatímco ostatní migrují po proudu. V raném stádiu života žijí vyzy raději v čistém prostředí. Upřednostňují místo řeky, kde je čisté bílé dno a otevřený prostor pro plavání nad dnem. Vyza také preferuje vyhnout se jakémukoli úkrytu v řece. Pozorování svědčí o tom, že embrya Kalugy to mohou dělat, aby se vyhnuli predátorům v blízkosti dna řeky. Jeseter kaluga je v současné době ohrožen kvůli lidské interakci. Nicméně faktory životního prostředí, jako jsou teplota vody, představují riziko výskytu plísně na vykuleném plůdku, která by mohla vést k jeho zahubení. Intenzita migrace je také velkým faktorem života vyzy. Rychlost vody v proudu má velký vliv na migraci vykuleného plůdku, pravděpodobnost migrace embrya roste se sílou proudu vody. Migrace hraje v raném životě vyzy velkou roli. Migrace kalugy je považována za pasivní migraci, protože embrya nemají žádnou kontrolu nad místem, kam je řeka bere. Dospělý jedinec pak migruje mezi horním a dolním proudem. Generační doba tohoto druhu není menší než 20 let.

## Hospodářský význam
Jeseteři jsou z volných vod drancováni především pro kaviár. Chov jeseterů a produkce kaviáru v akvakultuře je tedy považováno nejen za perspektivní oblast, ale také za způsob ochrany jeseterů. Celosvětová produkce jeseterů vzrostla v posledních letech z 2500 tun v roce 1999 na 25 600 tun v roce 2008 (FAO, 2008). U výroby kaviáru lze sledovat podobný trend. Ta vzrostla z 1,7 tuny v roce 2003 na 27,3 tun v roce 2007. Vysoká cena kaviáru zaručuje rentabilitu chovu jeseterů v akvakultuře. Přičemž kaviár z albinotické formy jesetera patří k nejdražším na světě. Kilogram tohoto vysoce kvalitního „zlatého kaviáru“ může stát podle Guinnessovy knihy rekordů až 25 000 $.

## Životní cykly
Vyza malá tráví velkou část svého života ve slané vodě a vrací se do řek k rozmnožování. Kaluga se tře v dolním toku řeky Amur v silně proudících stanovištích v hlavním toku řeky na dně štěrku nebo písčitého štěrku, při teplotě vody 12–20 °C v hloubkách 2–3 m. Tření probíhá od konce května do července. Dospělí se množí během života. Periodicita tření je 4–5 let u samic (jikrnaček) a 3–4 roky u samců (mlíčáků). Teplota vody ovlivňuje nástup zralosti samic. Samice se v teplých letech třou o rok dříve než v chladných letech.
Vyza malá se tře v mělkých štěrkových částech ve sladkovodním ústí řeky Amur. Jejich rodiče v životě nemají žádnou roli, nestarají se o své jikry. Ve stádiu jikry setrvá jedinec 83 až 295 hodin, než se vykulí. Žloutkovým váčkem se pak vyživuje 8 nebo 9 dní do rozplavání, poté je nucen lovit. Potravu představuje drobný zooplankton, hmyz nebo korýši. K moři se dostanou pomocí proudu, kde zůstanou, dokud nejsou připraveni k dalšímu rozmnožování, které probíhá mezi 10. a 14. rokem života. Samice se mohou třít pouze každé čtyři roky. Jejich období tření začíná v květnu a končí v červenci. Dospělí jeseteři cestují v malých skupinách (3 až 20 jedinců) do mělkých štěrkových lůžek k výtěru. Pokud je jeseter příliš velký, může uvíznout v mělké vodě a uhynout. Vyza malá může hybridizovat s vyzou velkou.
Dospělí jedinci vyzy mají obrovské chutě. Dokážou ulovit štiku, kapra, sledě, lososa a většinu jiných ryb nebo korýšů, kteří se jim vejdou do tlamy. Vyza malá se může dožít až 55 let.

## Populace
Populace vyzy malé od roku 1800 prudce poklesla. Oficiální záznamy o úlovcích:
- 595 tun v roce 1881
- 61 tun v roce 1948
- 89 tun v roce 1996

To ukazuje na více než 80% pokles úlovků v průběhu 90 let. Od roku 2000 nebyla vyza malá starší 10 let pozorována v kanálu řeky Amur během období, kdy nedochází ke tření, což naznačuje, že dospělí jedinci v řece Amur úplně chybí.

## Popis
Vyza je masivní ryba, známá také jako „říční beluga“. Má trojúhelníkovou hlavu s několika kostěnými destičkami. Její tělo je vřetenovitě prodloužené s pěti řadami kostních štítků: hřbetní s 10–16 štítky (první je největší), dva laterální (32–46 štítků) a dva ventrální (8–12 štítků). Laterální štítky jsou menší než dorzální a ventrální. Ústa zabírají celý dolní povrch hlavy, jsou boční, poloměsíčitá a extrémně velká. Části úst se mohou pohybovat na stranu hlavy. Na spodní části hlavy a před ústy se nachází příčná řada čtyř zploštělých bočních vousků. Hlava Vyzy je krátká a špičatá. Má velmi malé oči, které jsou umístěny bezprostředně za nosními dírkami.

## Ochrana
- Kaluga je chráněna přílohou II úmluvy CITES. Úmluva o mezinárodním obchodu s ohroženými druhy volně žijících živočichů a planě rostoucích rostlin (CITES) je mezinárodní smlouvou podepsanou 180 zeměmi, která má zajistit, aby mezinárodní obchod se zvířaty a rostlinami neohrožoval jejich přežití ve volné přírodě. Smlouva byla vypracována ve Washingtonu, D.C. V roce 1973 vstoupila v platnost v roce 1975.
- Příloha II zahrnuje druhy, které v současnosti nejsou ohroženy vyhynutím, ale mohou se stát bez kontroly obchodu. Regulovaný obchod je povolen za předpokladu, že vyvážející země vydá povolení na základě zjištění, že exempláře byly legálně získány, a obchod nebude mít nepříznivý vliv na přežití druhu nebo jeho úlohu v ekosystému.
- V sovětském právu byla většina opatření „ochrany“ historicky zaměřena na kontrolu místního a národního rybolovu. Komerční lov jeseterů byl v Sovětském svazu zakázán v období 1923–1930, 1958–1976 a od roku 1984 do současnosti (Vaisman a Fomenko 2007). Vyza malá byla uvedena v příloze II Úmluvy o mezinárodním obchodu s ohroženými druhy volně žijících živočichů a rostlin (CITES) v roce 1998.